# Canadian Entomologist
The Canadian Entomologist (ISSN 0008-347X) — канадский энтомологический реферируемый журнал для публикации научных исследований в различных областях науки о насекомых. Выходит 1 раз в 2 месяца.

## История
Журнал основан в 1868 году. Выпускается Энтомологическим обществом Канады вместе с Cambridge University Press. Первые 54 тома свободно доступны на Biodiversity Heritage Library. Согласно данным Journal Citation Reports журнал имеет импакт фактор равный 0.837 (в 2014 году).

## ISSN
- ISSN: 0008-347X (print)